# 西灣河電車廠

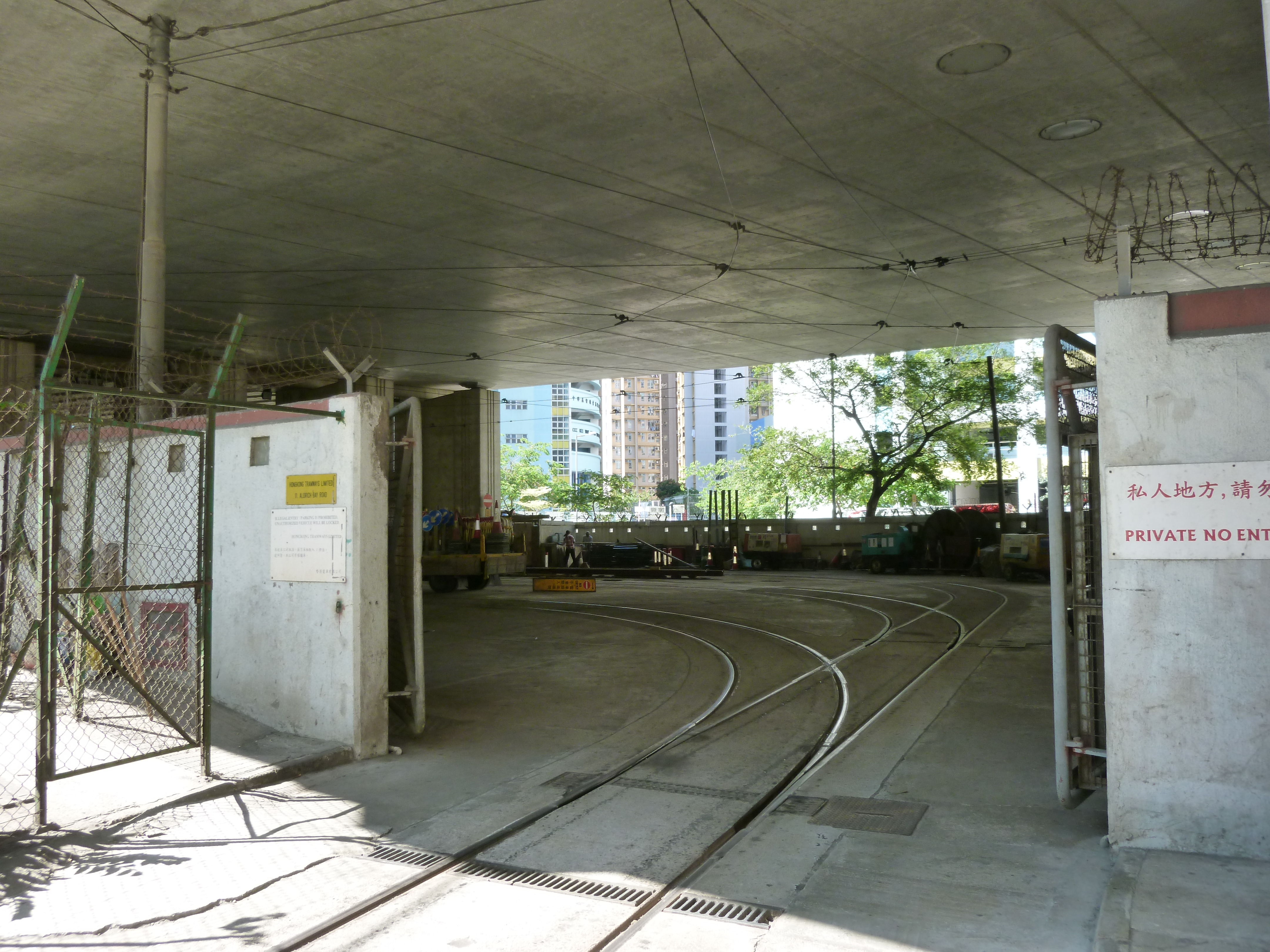
西灣河電車廠

西灣河電車廠（簡稱西電，縮寫：SWHD）是香港電車位於西灣河的電車廠。1980年代末，銅鑼灣電車廠重建為時代廣場，大部分功能由屈地街電車廠（西廠）取代，同時在西灣河設立西灣河電車廠（東廠），於1989年2月落成。西灣河電車廠屬於輔助性質，主要提供電車停泊、例行檢查及小型維修之用，並用作員工培訓的場地，而大修及核心設備的檢修則在屈地街電車廠進行。在港島東區的部分電車會在晚上收車後，開往西灣河電車廠停泊及休整，部分電車亦以西灣河電車廠為終點站。

## 地理位置
西灣河電車廠位於香港東區西灣河愛秩序灣道11號，東區走廊天橋底及愛東商場附近。

## 惡劣天氣安排
如香港天文台發出一號戒備信號或三號強風信號電車廠會如常運作，如預八號烈風或暴風信號會維持有限度服務，如預九號烈風或暴風增強信號或更高信號，電車廠會暫停服務。

## 大型意外
2005年8月9日，編號57的電車在西灣河電車廠東行出軌，停在愛禮街，1人受傷。

## 電車派對
由西環屈地街電車廠出發，電車往東行，至折返西灣河電車西行回屈地街電車廠，全程約3小時。

## 電車員工默哀
2010年8月25日早上8時，電車員工在西灣河電車廠默哀三分鐘，以悼念馬尼拉人質事件的死者。

## 大型示威活動
2014年9月28日爆發歷時兩個月的雨傘革命民主運動，在銅鑼灣的電車線在當晚被示威者佔領，天后與灣仔之間的電車線因此中斷，滯留在港島東面的電車只能來往筲箕灣總站至銅鑼灣中央圖書館之間，無法前往港島西面的屈地街電車廠接受檢修。受限於西灣河電車廠的規模無法為底盤作深入維修，電車公司於是將部分設備搬運至此，及派出吊裝車到該廠，將拆下來的電車底盤運到屈地街電車廠維修，並以另一個經檢查的底盤進行更換，令電車可維持有限度服務。